# タイキンギク
タイキンギク Senecio scandens Buch. -Hamil. ex D. Don はキク科の植物の1つ。花茎が蔓のように長く伸びる。本州と四国の南岸からヒマラヤにまで分布する。

## 特徴

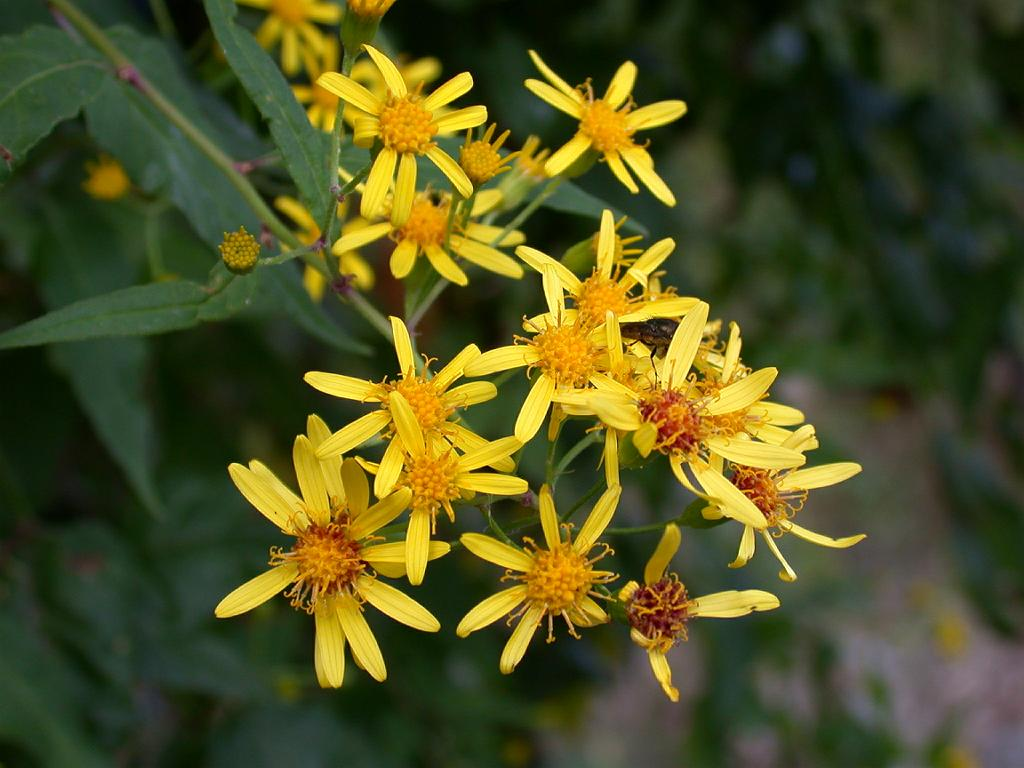
頭花

背が高くなる多年生の草本。茎は蔓状に長く伸びて高さ2mから時に5mにも達する。長く伸びると基部から倒れて伸び、よく枝分かれする。茎の葉は互生し、草質で表面は深緑色で多少の光沢があり、表裏とも、それに縁にも目立たない柔らかい毛がある。葉の形は長く伸びた三角形から広披針形で、下部のものは羽状に中程まで裂ける。先端は突き出して尖り、基部は幅広いくさび形、葉の縁は細かな鋸歯か波状の鋸歯がある。葉身の大きさは8-11cm、葉柄は長さ1-2cm。
花期は10月から3月頃まで。やや円錐状の散房花序の形で多数の頭花をつける。頭花は径1.4-1.8cmで花色は黄色。花柄には細かな毛が密生している。総苞は筒状となっており、総苞片は8個で長さ6mmほどで、その基部には線形の小苞片が多数並んでいる。舌状花は互いの間が開いており、8個ほど。痩果は長さ約3mmで短い毛があり、綿毛は白くて長さ5mm。
和名の意味は堆金菊で、黄色い花が多数咲く様子を積み上げた金に見立てたものである。別名にユキミギクがあり、冬に咲くことによる。

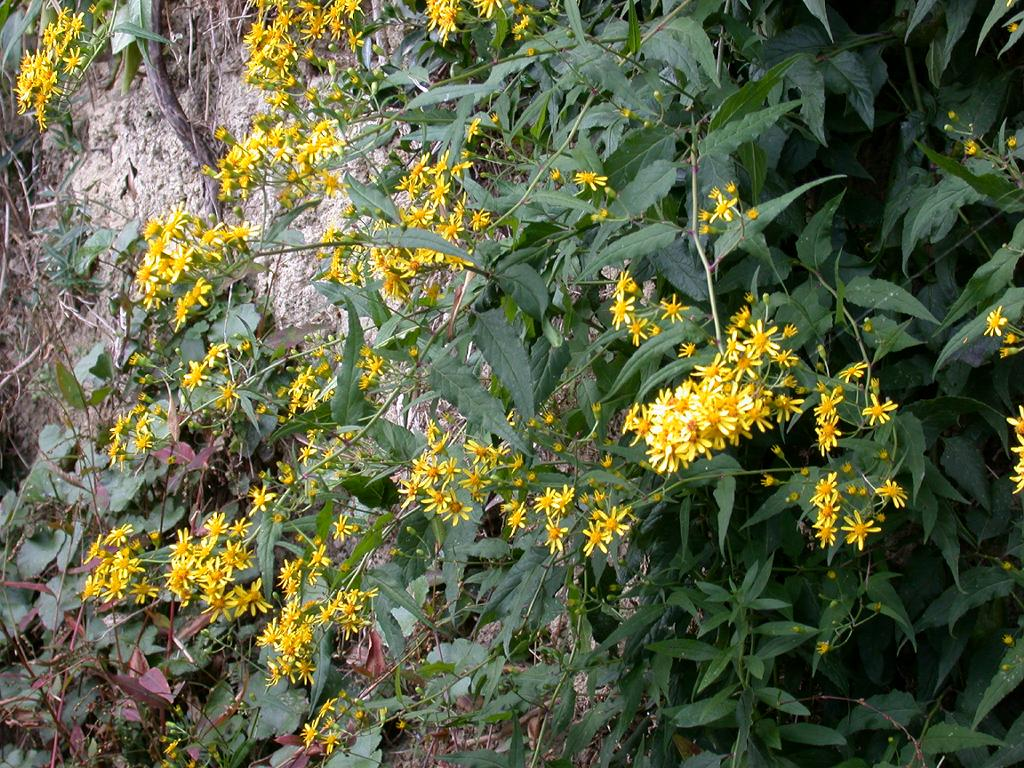
集団で咲く様子
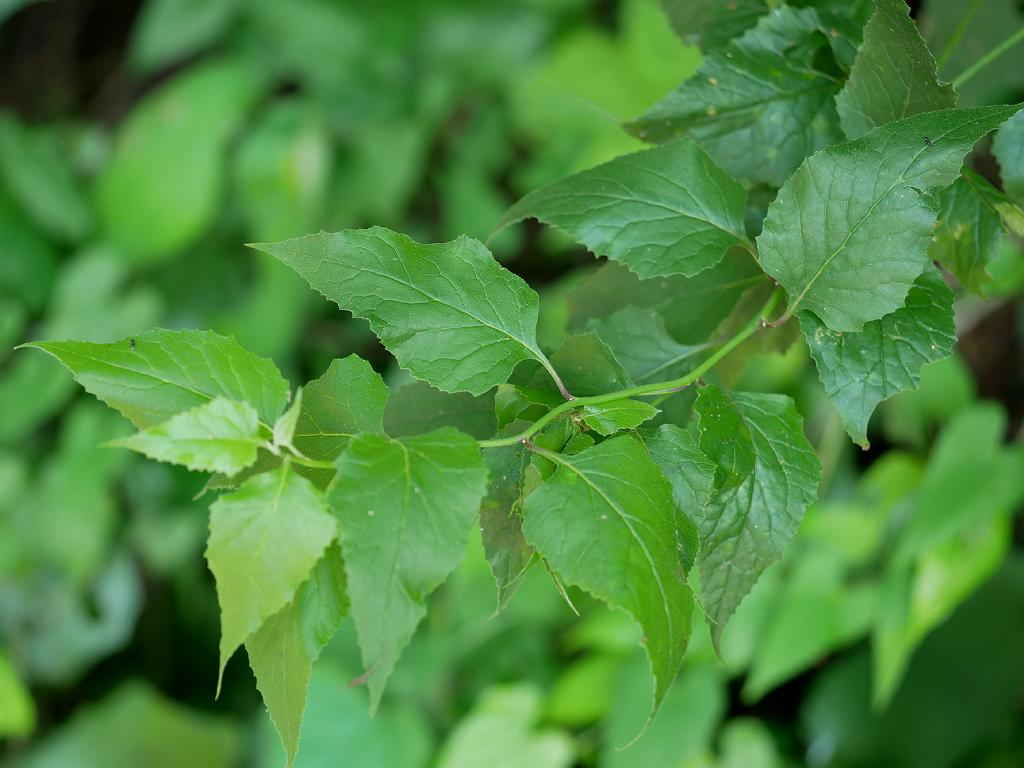
夏の様子 葉の形を示す

## 分布
佐竹他編(1981)は本種の分布についてまず『暖帯南部～亜熱帯』としており、その上で日本の分布域を本州(紀伊半島南部)と四国(高知県)としている。これに対して永田(2003)では徳島県が追加され、和歌山県南部と徳島県ではまれで、高知県ではやや普通であることが記されている。さらに熊本県でも発見されているらしい。三重県でも記録がある。
紀伊半島が北限に当たるようだが、和歌山県では山本(1987)のまとめによるとその北限はいくつか説はあるもののほぼ中部の日高郡である。三重県においては南部に限られ、尾鷲市と熊野市で確認されている。
和歌山県での記録をまとめた山本(1987)はかつて記録のあった場所で見つからない例や、逆に以前はなかったはずの場所で旺盛な繁殖が見られる例が多いことなどをあげ、多年生の植物としては消長が激しいものであるかもしれないと述べている。分布の中心が南にあり、紀伊半島が北限であることから気温、特に冬の低温が分布の制限要因になっている可能性があること山本(1987)は指摘し、1月の平均気温6℃の線が本種の分布北限とよく一致することを述べている。その上で南九州、伊豆半島などやはり1月平均気温6℃をクリアーしている地域に本種が分布しない点については本種が紀伊半島や四国に分布域を広げたのがそう古い時代でなく、まだ分布域を広げきっていないことによるかもしれないとしている。
国外での分布は台湾、中国、ヒマラヤ、ベトナム、フィリピンにわたる。

## 生育環境
日本では暖地の海岸の崖に生える。ただし海岸そのものではなく、海岸近く、ということのようで、永田(2003)では「海岸近くの崖や林縁」とあり、高知の海岸線沿いを「車で走ると」よく見かける、という。和歌山県の場合、海岸近くではあるがキノクニシオギクやアゼトウナなど、海岸植物とされるものの生育場所よりは内陸であり、特に日置川では海岸から10kmも内陸に入った場所でも生育が見られ、多くは明るく開けた斜面であった。
他方、台湾やヒマラヤでは山中に生えている。

## 類似種など
キオン属は世界に様々なものがあるが、日本ではつる状になるのは本種だけである。また葉の形が長い三角状、つまり基部で両側に軽く突き出すようになっている葉の形はかなり独特で、少なくともこの植物が生育する日本国内では判別は容易である。

## 保護の状況
環境省のレッドデータブックでは準絶滅危惧(NT)に指定されている。県別では和歌山県、徳島県、それに熊本県で指定がある。高知県で指定がないのは上記の『高知県内ではやや普通』ということに対応しているようである。
道路工事、土地造成などによる減少が懸念されている。

## 利害
特に具体的な利用例はない。
ただその花は美しく、ここの頭花は小さいが多数群がって咲くために鑑賞価値は認められている。佐竹他編(1981)は植物学的な標準の図鑑であるにもかかわらず本種の記載の最後に「冬期の海岸の崖を被ってきれいである」という記述がつけられている。ただし栽培されるという話は聞かない。大きすぎるからであろう。